# توماس كرانستون
توماس كرانستون هو محامي وقاضي وسياسي أمريكي، ولد في 1710 في نيوبورت في الولايات المتحدة، وتوفي في 19 مايو 1785. انتخب عضو مجلس نواب رود آيلاند ‏.